# Braungestreifter Kleinspanner
Der Braungestreifte Kleinspanner (Scopula virgulata), auch Streifiger Steppenrasenspanner, Braungestreifter Magerrasen-Kleinspanner oder Gestreifter Steppenrasenspanner genannt, ist ein Schmetterling (Nachtfalter) aus der Familie der Spanner (Geometridae).

## Merkmale
Die Falter erreichen eine Flügelspannweite von 19 bis 24 Millimeter (Männchen) bzw. 19 bis 22 Millimeter (Weibchen). Die Falter der zweiten Generation sind deutlich kleiner und erreichen nur eine Flügelspannweite von 16 Millimeter. Neben der unterschiedlichen Größe ist bei den Weibchen der Vorderflügel etwas schlanker und der Apex etwas spitzer ausgeprägt als beim Männchen. Außerdem sind beim Weibchen auch die Querbinden etwas deutlicher ausgebildet. Die Hinterflügel sind gerundet (im Vergleich zu anderen Scopula-Arten). Die Grundfarbe der Vorderflügel ist hellbraun oder grau. Die nur wenig gezähnten Querlinien verlaufen annähernd gerade über den Vorderflügel und auch annähernd parallel zueinander. Sie sind relativ dünn und graubraun gefärbt. Der Diskalfleck fehlt gewöhnlich auf dem Vorderflügel, ist aber meist auf dem Hinterflügel vorhanden, wenn auch sehr klein. Die Saumlinie ist meist ebenfalls vorhanden und dunkelbraun gezeichnet; Fransenflecke fehlen. Die Fransen selber sind hellgrau/dunkelgrau gescheckt. Die zwei Querlinien auf dem Hinterflügel sind schwach gewellt. Die Stirn ist schwarzbraun, der Scheitel weißlich mit einer ockerfarbenen Tönung. Die Palpen sind braun, an der Unterseite weißlich. Die Antennen des Männchens weisen tiefe intersegmentale Einschnitte auf. Sie sind büschelförmig-ziliat, mit gekrümmten Zilien. Sie sind 1,4 bis 1,7 mal so breit wie das Flagellum.
Das ovale Ei weist 20 kräftige Längsrippen und 15 bis 16 Querrippen auf. Es färbt sich kurz vor dem Schlüpfen orangerot und bekommt schwarze Flecke.
Die Raupe ist sehr schlank und besitzt eine dunkle, etwas verwaschene Rückenlinie mit einer mittigen hellen Linie und undeutliche Seitenstreifen. Sie weist Seitenkanten und Querrunzeln auf. Sie ist weißlich grau bis gelblich gefärbt. Der Kopf ist weißlich grau mit zwei gebogenen, dunklen Längsstreifen.
Die gedrungene, rötlichbraune Puppe ist 7,5 bis 8,5 Millimeter lang und 2,5 bis 2,9 Millimeter dick. Der vergleichsweise kleine Kremaster ist etwa so lang wie breit. Die beiden endständigen Borsten sind kräftig und spitz zulaufend, die je drei lateral ansetzenden Borsten sind eher dünn und hakenförmig gekrümmt.

## Geographische Verbreitung und Lebensraum
Das Verbreitungsgebiet der Art reicht von isolierten Vorkommen in Portugal, den Ostpyrenäen und Frankreich über Mitteleuropa, Osteuropa nach Sibirien und bis in den Russischen Fernen Osten und Japan. Im Norden Europas reicht das Verbreitungsgebiet bis in das Baltikum und Südfinnland, im Süden bis Norditalien und Rumänien mit isolierten Vorkommen in Mittelitalien. In Asien gibt es ein isoliertes Vorkommen in der Südtürkei, ansonsten stellt der südliche Kaukasus die Südgrenze des Verbreitungsgebietes dar. In Zentralasien ist die Art im Altai-Gebirge nachgewiesen.
Die Art bevorzugt Sandrasen, trockene Waldränder und Wiesen, Halbtrockenrasen, Weinberge, magere Sandböden und Hochwasserdämme. Sie kommt aber auch auf wechseltrockenen Standorten in offenen Hochmooren mit Tendenz zur Heidebildung vor sowie im Pfeifengrasrasen. Im Löcknitztal (Lkr. Oder-Spree, Brandenburg) besiedelt die Art kurzrasige, voll sonnenbeschienene Trockenrasen im Übergangsbereich zwischen Wiesen und Waldrand. In den Alpen steigt sie lokal bis 900 Meter an, in den Südalpen bis 1300 Meter.

## Lebensweise
Die Art bildet gewöhnlich zwei Generationen aus, deren Falter von Mitte Mai bis Juli und von Juli bis Mitte September fliegen, häufig mit einer Lücke zwischen den beiden Generationen Anfang oder Mitte Juli. In höheren Regionen und im nördlichen Teil des Verbreitungsgebietes wird nur eine Generation ausgebildet. Die Falter fliegen hier von Anfang/Mitte Juni bis Ende Juli. Im südlichen Teil des Verbreitungsgebietes kann noch eine partielle dritte Generation gebildet werden, deren Falter dann Ende September/Anfang Oktober fliegen. Die Falter sind überwiegend tagaktiv, wurden aber auch schon nachts an künstlichen Lichtquellen beobachtet. Weibchen wurden beobachtet, wie sie auf Aufrechter Trespe (Bromus erectus) sitzend, die Eier einfach in die Vegetation fallen ließen, ohne sie an Pflanzenteile anzuheften. Die Raupen sind ausgesprochen polyphag und leben an zahlreichen krautigen Pflanzen. Genannt werden:
- Süßgräser (Poaceae)
- Seggen (Carex)
- Alante (Inula)
- Hänge-Birke (Betula alba)

Die Raupen wurden in der Zucht auch mit folgenden Pflanzen gezüchtet.
- Heidelbeere (Vaccinium myrtillus)
- Rispengräser (Poa)
- Gartensalat (Lactuca sativa)
- Fingerkräuter (Potentilla)
- Gewöhnlicher Löwenzahn (Taraxacum officinale)
- Rote Heckenkirsche (Lonicera xylosteum)
- und andere Sträucher[2]

### Entwicklung
Nach Angaben in Ebert entwickeln sich die Raupen der zweiten Generation sehr rasch. Bereits nach 5 Tagen schlüpften die Eiräupchen und bereits nach 45 Tagen schlüpften dann die Falter. Bei einer anderen Zucht entwickelten sich zwei Raupen sehr rasch und ergaben Falter, während die anderen Raupen das Fressen einstellten.

## Systematik und Taxonomie
Das Taxon wurde 1775 von Michael Denis und Johann Ignaz Schiffermüller als Geometra virgulata erstmals beschrieben. Der Holotyp stammte aus der Umgebung von Wien und ist heute verloren. Geometra strigaria Hübner, 1799 und dessen unnötiger Ersatzname Leptomeris sulcaria Hübner, 1825 sind jüngere Synonyme. Die Art wird derzeit in fünf Unterarten untergliedert:
- Scopula virgulata virgulata, West-, Mittel-, Süd- und Osteuropa (mit Ausnahme des nördlichen Baltikums und Südfinnland)
- Scopula virgulata rossica Djakonov, 1926, Nördliches Baltikum, Südfinnland, Gotland; dunkler, mit diffuserer Zeichnung, Diskalflecke meist fehlend, im Durchschnitt etwas kleiner
- Scopula virgulata substrigaria Staudinger, 1900, Kaukasus, Westsibirien, Altai, Mongolei, ockerfarben, diffuse Zeichnung, etwas größer, Diskalflecke meist fehlend
- Scopula virgulata subtilis Prout, 1935, Russischer Ferner Osten, heller, schwach ockerfarben, dünnere Querlinien, Diskalflecke auf den Hinterflügeln vorhanden
- Scopula virgulata albicans Prout, 1934, Japan, weißliche Grundfarbe

## Gefährdung
Die Art ist deutschlandweit gesehen stark gefährdet (Kategorie 2). Ausgestorben ist sie bereits in Thüringen, Mecklenburg-Vorpommern und Sachsen-Anhalt. In Brandenburg ist sie vom Aussterben bedroht (Kategorie 1) und in Rheinland-Pfalz und Baden-Württemberg stark gefährdet (Kategorie 2). Lediglich in Bayern gilt sie „nur“ als gefährdet (Kategorie 3).